# 금산동중학교
금산동중학교(錦山東中學校)는 대한민국 충청남도 금산군 금산읍 아인리에 있는 공립 중학교이다.

## 학교 연혁
- 1945년 3월 1일 : 금산공립농업학교 4년제 인가
- 1951년 9월 20일 : 금산동중학교 개교
- 1971년 1월 30일 : 금산동중학교 21학급 인가
- 1985년 3월 1일 : 금산동중학교 분리 이전
- 2024년 1월 10일 : 제73회 99명 졸업 (총 15,321명)
- 2024년 3월 1일 : 금산동중학교 13(2)학급 편성
- 2024년 3월 1일 : 서형근 교장 부임
- 2024년 3월 4일 : 2024학년도 신입생 116명 입학

## 참고 자료
- 금산동중학교 - 한국교육학술정보원 학교알리미